# Stołuń

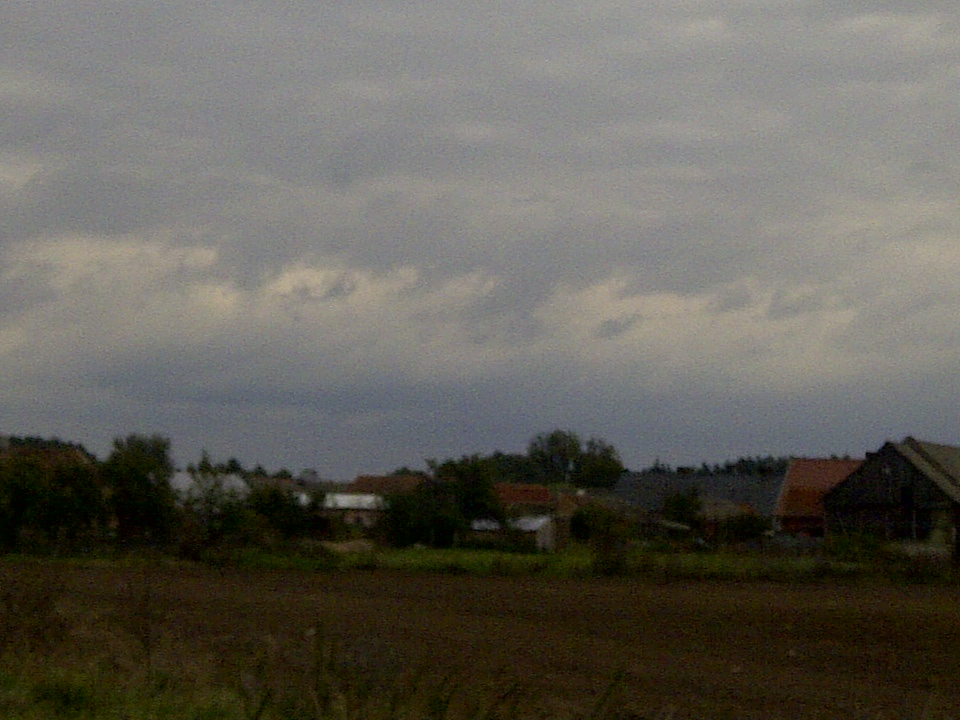
Stołuń gezien vanaf het zuidwesten

Stołuń (Duits: Schönfelde) is een dorp in de gemeente Pszczew, in het woiwodschap Lubusz, in het westen van Polen. Het dorp telde 339 inwoners in 2011

## Sport en recreatie
Door deze plaats loopt de Europese wandelroute E11. De E11 loopt van Den Haag naar het oosten, op dit moment tot de grens Polen/Litouwen. De route komt van Kuligowo en vervolgt door de bossen richting Lubikowo en Gorzycko Stare.